# Le Tunnel (manga)
Pour les articles homonymes, voir Le Tunnel.
Le Tunnel (トンネル奇譚, Tonneru Kitan) est un recueil de shōjo mangas de Junji Itō, prépubliés dans les magazines Monthly Halloween et Nemuki entre novembre 1995 et septembre 1997 puis publié par Asahi Sonorama en un volume relié sorti en novembre 1998. La version française a été éditée par Tonkam dans la collection « Frissons » en un tome sorti en janvier 2013.
Ce recueil fait partie de la « Itoh Junji Kyofu Manga Collection (伊藤潤二恐怖マンガＣｏｌｌｅｃｔｉｏｎ) », publié sous le no 14 au Japon et en France.

## Sommaire
De longs rêves (長い夢, Nagai Yume)
Le Tunnel (トンネル奇譚, Tunnel Kidan)
Le Buste de bronze (銅像, Dōzō)
Les Noiraudes (浮遊物, Fuyūbutsu)
L'Histoire sanglante du village de Shirosuna (白砂村血譚, Shirosuna-mura Chi Tan)

## Publication
| no | Japonais          | Japonais       | Français        | Français          |
| no | Date de sortie    | ISBN           | Date de sortie  | ISBN              |
| -- | ----------------- | -------------- | --------------- | ----------------- |
| 1  | 1er novembre 1998 | 978-4257903260 | 23 janvier 2013 | 978-2-7595-0100-7 |

### Première parution
1. ↑  Nemuki, janvier 1997.
2. ↑  Nemuki, mars 1997.
3. ↑  Monthly Halloween, novembre 1995.
4. ↑  Nemuki, juillet 1997.
5. ↑  Nemuki, septembre 1997.

### Édition japonaise
Asahi Sonorama
1. 1 2  (ja) « Tome 1 », sur amazon.co.jp.

### Édition française
Tonkam
1. 1 2  (fr) « Tome 1 »(Archive.org • Wikiwix • Archive.is • Google • Que faire ?).